# Макеев, Владимир Петрович
Владимир Петрович Макеев (16 февраля 1836 — 14 октября 1900) — генерал-лейтенант, участник Крымской, Кавказской и русско-турецкой войн.

## Биография
Окончил 1-й Московский кадетский корпус и специальный класс Дворянского полка.
В службу вступил в 1853. Шесть лет командовал ротой, затем четыре года батальоном.
15 августа 1875 — 13 ноября 1877 — командир 2-го Кавказского стрелкового батальона.
22 декабря 1877 — 22 июня 1892 — командир 3-го гренадерского Перновского полка.
22 июня 1892 — 25 января 1896 — начальник 1-й Восточно-Сибирской стрелковой бригады.
25 января 1896 — 1 января 1898 — начальник 46-й резервной пехотной бригады.
1 января 1898 — 14 октября 1900 — начальник 43-й пехотной дивизии.
Участвовал в Крымской войне на Кавказском театре, в 1855 ранен и контужен; в Кавказской войне в 1857—1864, в 1861 ранен; в русско-турецкой войне, в 1877 ранен и контужен.

## Производство в чины
- 21 августа 1853 — подпоручик
- 17 сентября 1855 — поручик
- 18 июля 1858 — штабс-капитан
- 17 апреля 1863 — капитан
- 5 сентября 1867 — майор
- 8 сентября 1871 — подполковник
- 11 июня 1877 — полковник
- 22 июня 1892 — генерал-майор
- 8 декабря 1899 — генерал-лейтенант

## Награды
- орден Святого Станислава 3-й ст. с мечами и бантом (1860)
- орден Святой Анны 3-й ст. с мечами и бантом (1861)
- орден Святого Станислава 2-й ст. с мечами (1865)
- орден Святой Анны 2-й ст. (1874)
- Золотое оружие «За храбрость» (1878)
- орден Святого Владимира 4-й ст. с мечами и бантом (1878)
- знак за 25 лет беспорочной службы (1878)
- орден Святого Владимира 3-й ст. с мечами (1880)
- монаршее благоволение (1883, 1891, 1896)
- знак за XL лет беспорочной службы (1895)
- орден Святого Станислава 1-й ст. (1895)

## Семья
Дети:
- Макеев, Михаил Владимирович (1873—1925), генерал-лейтенант, участник русско-японской, первой мировой и гражданской войн